# Turbonilla francisquitana
Turbonilla francisquitana är en snäckart. Turbonilla francisquitana ingår i släktet Turbonilla och familjen Pyramidellidae. Inga underarter finns listade i Catalogue of Life.